# Кубок мира по конькобежному спорту 2014/2015 (этап 2)
Второй этап Кубка мира по конькобежному спорту в сезоне 2014/2015 прошёл с 21 по 23 ноября 2014 года на катке Taereung International Ice Rink, Сеул, Южная Корея. Забеги проводились на дистанциях 500, 1000, 1500 метров, масс-старте, а также на 5000 метров у женщин и 10000 метров у мужчин. В первый день были улучшены рекорды катка на дистанциях 3000 м у женщин и 1500 м у мужчин, также установлен один личный рекорд. Во второй день были улучшены рекорды катка на дистанциях 1000 м и 10000 м у мужчин и на 1500 м у женщин, также установлены два личных рекорда. В женском масс-старте результаты победительниц превзошли результаты мужчин.

## Призёры

### Мужчины
| Дистанция  | Участники                                   | Золото                           | Время    | Серебро                        | Время    | Бронза                        | Время    |
| 500 м      | 1-й забег А — 20 участников Б — 21 участник | Павел Кулижников · Россия        | 34,94    | Мо Тхэ Бом · Республика Корея  | 35,36(3) | Руслан Мурашов · Россия       | 35,36(4) |
| 500 м      | 2-й забег А — 18 участников Б — 21 участник | Павел Кулижников · Россия        | 35,18    | Мо Тхэ Бом · Республика Корея  | 35,32    | Лоран Дюбреил · Канада        | 35,36(4) |
| 1000 м     | А — 20 участников Б — 24 участника          | Павел Кулижников · Россия        | 1:09,56  | Стефан Гротхёйс · Нидерланды   | 1:09,83  | Кьелд Нёйс · Нидерланды       | 1:09,86  |
| 1500 м     | А — 20 участников Б — 25 участников         | Сверре Лунде Педерсен · Норвегия | 1:47,76  | Ваутер Олде Хёвел · Нидерланды | 1:48,02  | Кьелд Нёйс · Нидерланды       | 1:48,30  |
| 10000 м    | А — 12 участников Б — 17 участников         | Боб де Йонг · Нидерланды         | 13:17,51 | Барт Свингс · Бельгия          | 13:32,45 | Александр Румянцев · Россия   | 13:37,59 |
| Масс-старт | А — 26 участников                           | Андреа Джованнини · Италия       | 8:10,78  | Харальдс Силовс · Латвия       | 8:12,35  | Ли Сын Хун · Республика Корея | 8:12,56  |

### Женщины
| Дистанция  | Участники                                  | Золото                        | Время   | Серебро                       | Время   | Бронза                    | Время   |
| 500 м      | 1-й забег А — 20 участниц Б — 15 участниц  | Нао Кодайра · Япония          | 38,05   | Ли Сан Хва · Республика Корея | 38,18   | Юдит Хессе · Германия     | 38,95   |
| 500 м      | 2-й забег А — 21 участница Б — 14 участниц | Ли Сан Хва · Республика Корея | 37,99   | Нао Кодайра · Япония          | 38,51   | Каролина Эрбанова · Чехия | 38,83   |
| 1000 м     | А — 20 участниц Б — 17 участниц            | Ли Циши · Китай               | 1:16,54 | Маррит Ленстра · Нидерланды   | 1:17,06 | Каролина Эрбанова · Чехия | 1:17,33 |
| 1500 м     | А — 20 участниц Б — 17 участниц            | Маррит Ленстра · Нидерланды   | 1:57,76 | Ирен Вюст · Нидерланды        | 1:58,33 | Ольга Граф · Россия       | 1:59,02 |
| 5000 м     | А — 12 участниц Б — 20 участниц            | Клаудия Пехштайн · Германия   | 7:07,77 | Мартина Сабликова · Чехия     | 7:13,08 | Ивани Блондин · Канада    | 7:14,53 |
| Масс-старт | А — 22 участницы                           | Мартина Сабликова · Чехия     | 7:42,96 | Ирене Схаутен · Нидерланды    | 7:45,05 | Ивани Блондин · Канада    | 7:45,06 |

* при равенстве результатов место определяется с учётом тысячных долей секунды (указаны в скобках)